# Miguel Samudio
Miguel Ángel Ramón Samudio (ur. 24 sierpnia 1986 w Capiatá) – paragwajski piłkarz występujący na pozycji lewego obrońcy, reprezentant Paragwaju, od 2023 roku zawodnik urugwajskiego Liverpoolu Montevideo.

## Kariera klubowa
Samudio jest wychowankiem akademii juniorskiej zespołu Club Libertad ze stołecznego miasta Asunción, lecz jeszcze zanim został włączony do seniorskiej drużyny, udał się na wypożyczenie do niżej notowanego rywala zza miedzy – ekipy Club Sol de América. W jego barwach w sezonie 2007 zadebiutował w paragwajskiej Primera División, szybko zostając podstawowym piłkarzem ekipy, a pierwszego gola w lidze strzelił 19 sierpnia tego samego roku w zremisowanym 3:3 spotkaniu z Nacionalem. Po upływie roku powrócił do Libertadu, początkowo będąc rezerwowym ekipy i w tej roli w wiosennym sezonie Apertura 2008 zdobył swoje pierwsze mistrzostwo Paragwaju, sukces ten powtarzając pół roku później, podczas jesiennych rozgrywek Clausura 2008. Bezpośrednio po tym został podstawowym bocznym obrońcą ekipy, w sezonie Apertura 2009 zdobywając wicemistrzostwo kraju. Kolejny tytuł wicemistrzowski osiągnął w rozgrywkach Clausura 2009, a podczas sezonu Clausura 2010 po raz drugi został mistrzem Paragwaju. W rozgrywkach Clausura 2012, wywalczył trzeci tytuł mistrzowski, zaś w sezonie Clausura 2013 zwieńczył sześcioletni pobyt w Libertadzie trzecim wicemistrzostwem kraju.
Wiosną 2014 Samudio został wypożyczony na rok do ówczesnego mistrza Brazylii – klubu Cruzeiro EC z miasta Belo Horizonte. W tym samym roku triumfował z nim w rozgrywkach ligi stanowej – Campeonato Mineiro, zaś w lidze brazylijskiej (Campeonato Brasileiro Série A) zadebiutował 27 kwietnia 2014 w zremisowanej 1:1 konfrontacji z São Paulo. W sezonie 2014 zdobył z ekipą prowadzoną przez Marcelo Oliveirę tytuł mistrza Brazylii, lecz pozostawał wyłącznie rezerwowym dla Egídio. W styczniu 2015 za sumę półtora miliona dolarów został zawodnikiem mistrza Meksyku – zespołu Club América ze stołecznego miasta Meksyk, w celu zastąpienia Miguela Layúna. W tamtejszej Liga MX zadebiutował 10 stycznia 2015 w wygranym 3:2 meczu z Leónem, natomiast premierowego gola zdobył 14 lutego tego samego roku w wygranym 5:0 pojedynku z Chiapas. Od razu wywalczył sobie pewne miejsce w linii defensywy, zostając ważnym ogniwem w taktyce trenera Gustavo Matosasa.
W 2015 roku Samudio zajął z Américą drugie miejsce w krajowym superpucharze – Campeón de Campeones, a także triumfował w najbardziej prestiżowych rozgrywkach Ameryki Północnej – Lidze Mistrzów CONCACAF. Wziął również udział w Klubowych Mistrzostwach Świata, gdzie uplasował się wraz ze swoją ekipą na piątej lokacie, zaś w 2016 roku po raz drugi z rzędu wygrał północnoamerykańską Ligę Mistrzów.
| Sezon     | Klub                | Kraj     | Rozgrywki        | Mecze | Bramki |
| --------- | ------------------- | -------- | ---------------- | ----- | ------ |
| 2007      | Club Sol de América | Paragwaj | Primera División | 27    | 2      |
| 2008      | Club Libertad       | Paragwaj | Primera División | 2     | 0      |
| 2009      | Club Libertad       | Paragwaj | Primera División | 27    | 2      |
| 2010      | Club Libertad       | Paragwaj | Primera División | 28    | 1      |
| 2011      | Club Libertad       | Paragwaj | Primera División | 26    | 0      |
| 2012      | Club Libertad       | Paragwaj | Primera División | 32    | 3      |
| 2013      | Club Libertad       | Paragwaj | Primera División | 24    | 1      |
| 2014      | Cruzeiro EC         | Brazylia | Série A          | 9     | 0      |
| 2014/2015 | Club América        | Meksyk   | Liga MX          | 16    | 1      |
| 2015/2016 | Club América        | Meksyk   | Liga MX          | 25    | 1      |
| 2016/2017 | Club América        | Meksyk   | Liga MX          |       |        |

## Kariera reprezentacyjna
W seniorskiej reprezentacji Paragwaju Samudio zadebiutował za kadencji argentyńskiego selekcjonera Gerardo Martino, 28 marca 2009 w przegranym 0:2 meczu z Urugwajem w ramach eliminacji do Mistrzostw Świata 2010. Był to zarazem jego jedyny występ w tych udanych dla jego drużyny eliminacjach, jednak nie znalazł się w późniejszej kadrze na mundial. Premierowego gola w kadrze narodowej strzelił 14 sierpnia 2013 w zremisowanym 3:3 sparingu z Niemcami, w międzyczasie będąc podstawowym piłkarzem zespołu podczas eliminacji do Mistrzostw Świata 2014; rozegrał w nich dziesięć z osiemnastu możliwych meczów, lecz Paragwajczycy tym razem nie zdołali awansować na mundial. W 2015 roku został powołany przez Ramóna Díaza na rozgrywany w Chile turniej Copa América, podczas którego był jednym z ważniejszych graczy drużyny narodowej i rozegrał trzy z sześciu możliwych spotkań (wszystkie w pierwszym składzie). Jego kadra zdołała natomiast dotrzeć do półfinału, gdzie znacząco uległa Argentynie (1:6), zajmując ostatecznie czwarte miejsce.
W 2016 roku Samudio znalazł się w składzie na kolejny, tym razem jubileuszowy turniej Copa América, rozgrywany na amerykańskich boiskach. Tam miał niepodważalną pozycję w wyjściowej jedenastce, rozgrywając na boku obrony wszystkie trzy mecze w pełnym wymiarze czasowym. Paragwajczycy spisali się jednak gorzej niż przed rokiem, odpadając z imprezy już w fazie grupowej.